# Chester Bennington
Chester Charles Bennington, ameriški glasbenik, * 20. marec 1976, Phoenix, Arizona, Združene države Amerike, † 20. julij 2017, Palos Verdes Estates, Kalifornija.
Najbolj znan je bil kot pevec rock skupine Linkin park. Sočasno je delal tudi na projektu, imenovanem Dead By Sunrise.

## Življenje in delo
Skupini Linkin Park se je pridružil leta 1998 in zamenjal prejšnjega vokalista Marka Wakefielda. Chesterjev prvi instrument je bil klavir. Ko je odraščal, je bil v številnih skupinah in igral številne instrumente, a večinoma je bil vokalist. Nikoli se ni priključil nobeni skupini za vedno od 1992, ko se je pridružil skupini Grey Daze. Skupina je razpadla v letu 1997 in Bennington je prišel k skupini Linkin Park.
Chesterjeva adolescenca je bila precej pretresljiva. Kot otrok je bil spolno zlorabljen, nekaj njegovih prijateljev je naredilo samomor, en prijatelj je umrl v nesreči z rolko. Njegova starša sta se ločila leta 1987 in ga pustila z dvema pol sestrama in pol bratom. Chester je bil med štirimi najmlajši (11 let). Živel je z očetom, ki je bil policist in detektiv. Njegov brat ga je predstavil številnim skupinam, kot so Loverboy, Foreinger in Rush.
Preden sta se starša ločila, so se selili po različnih krajih v Arizoni, kot so Scottsdale, Tolleson, Tempe, itd. " Bil sem športen otrok, a sem nehal brigati za to, in sem nehal biti dober v šoli. " je Bennington izjavil v intervijuju za revijo z Kerrang! " Začel sem kaditi travo in hoditi na zabave, kaditi sem začel nekje pri 11. " Chester je hodil na gimnazijo Centennial High, Greenway High in kasneje maturiral v Washington High. Bennington je rekel, da so ga na gimnazijah zafrkavali in se opisal kot »piflar«. Ko je bil mlajši, je imel službo kot barman v kavarni. Rekel je da bilo delanje v Bean Tree Coffee House razlog da je še živel in da so kavarne zelo razumljive in da je bila to tudi baza njegove inspiracije. Ko je bil blizu 20. je bil zasvojen z metamfetaminom in kokainom, a je zasvojenost premagal in je bil do smrti čist.
Leta 1998 je Linkin Park (takrat imenovan Xero) iskal pevca ker so imeli težave s popisi. Firma, ki je poznala Chesterja je povedala Xeru, da bi bil Chester Bennington dober za pevca. Chesterju so poslali demo in ga prosili, naj pesmi zapoje. Znotraj treh dni, eden od katerih je bil njegov rojstni dan (na katerega se ni pojavil najbrž zaradi tega ker je delal na demo kaseto). Posnel je demo in ga predvajal Xeru čez telefon. Posnetek jih je navdušil in Chesterja so vprašali če bi prišel na avdicijo iz Phoenixa v Los Angeles. Na avdiciji je bilo nekaj zelo dobrih vokalistov a so kar odšli, ko so slišali petje Chesterja Benningtona. Eden od njih je še rekel da so zmešani če ne vzamejo Chesterja. Xero se je spremenil v Hybird Theory in so posneli album Hybird Theory EP, na kateri so bile pesmi kot Carsouel, Technique, High Voltage, And One, Part of me in Step Up. Dobili so kar veliko pozornosti od producentov in se končno odločili da se bodo priključili Warner Bros. Records. Chester in Linkin Park so izdali Hybrid Theory, nato pa še Meteora, ki je imela pesmi kot Somewhere I belong. Mike Shinoda, drugi pevec v skupini Linkin Park, je za Chesterja napisal pesem Breaking The Habit, ki jo je pisal zanj kar šest let. Pesem je v Chesterju obudila veliko spominov in občutkov in je ob pesmi velikokrat tudi jokal. Veliko vprašanj se nahaja glede nad pomenom te pesmi, a je najvrjetneje o Chesterjevi zasvojenosti z drogami in problemi v otroštvu. Pesem je izšla tudi kot en sam single četrtega junija in v albumu Meteora.
Bennington je večino življenja nosil očala. Rekel je, da med nastopi ni videl niti do prve vrste. V marcu 2004 je imel lasersko operacijo.
Oktobra 1996 se je poročil s Samantho Bennington s katero je imel sina Dravena Sebastiana. S Samantho sta se ločila v prvi polovici leta 2005, Chester pa se je kmalu spet poročil in sicer 31. decembra s Talindo Bentley. Marca 2006 se jima je rodil otrok, Tyler Lee. Chester je imel še enega starejšega sina, še iz zveze pred Samantho, posvojil pa je tudi Talindinega starejšega sina.
Umrl je 20. julija 2017, najverjetneje je bil vzrok smrti samomor z obešenjem.

## Samostojne pesmi in sodelovanja
- DJ Lethal (Limp Bizkit) & Chester Bennington - State Of The Art
- Cyclefly & Chester Bennington - Karma Killer
- System (Queen Of The Damned OST)
- Morning After
- DJ Z-Trip & Chester Bennington - Walking Dead
- Handsome Boy Modeling School & Chester Bennington & Mike Shinoda - Rock and Roll (Could Never Hip Hop Like This) Part 2
- Snow White Tan - Let Down
- Walking In Circles
- Mötley Crüe & Chester Bennington - Home Sweet Home (v živo)
- Julien K remix - Morning After
- Makr Morton ft. Chester Bennington - Cross off